# セイギのトビラ
『セイギのトビラ』は、山口譲司による日本の漫画作品である。原案協力は佐倉ミチカ。
内容はエロコメ作品であり、『ビジネスジャンプ』（集英社）平成18年8号から連載が始まる。休載を何度か経て、平成19年23号で完結した。単行本は全3巻。全26話。第3巻では特別読切が2話収録（平成12年別冊『ヤングサンデー』（小学館）2号、平成10年ヤングサンデー46号掲載）されている。

## 登場人物
美貝エリ（みかい エリ）
本作の主人公。24歳。表の顔は数学教師。おっとりした見た目やボーっとした性格から生徒や他の教員に舐められっぱなし。
裏の顔は超人気SM倶楽部「ルージュ」のナンバー1女王様。そして彼女の真の仕事は悪党の排除を依頼され、「正義の味方」としてSMチックな私刑を行う正義の執行人。普段から装着している貞操帯の鍵を誰かに外して貰わないと普段のM気質な性格から強烈な女王様のS気質な人格に変身出来ない。実は非処女であり、16歳のときに大学生の彼氏と初体験を経験している。
様々な悪党に辱められてきたが、クロノス戦の後に刑事の下柳と結婚をする。

## 単行本
- 山口譲司：原作・佐倉ミチカ：原案協力 『セイギのトビラ』 集英社〈ヤングジャンプ・コミックス〉、全3巻
  1. 2007年2月24日発行、2007年2月19日発売 ISBN 978-4-08-877221-9
  2. 2007年7月24日発行、2007年7月19日発売 ISBN 978-4-08-877299-8
  3. 2008年1月23日発行、2008年1月18日発売 ISBN 978-4-08-877387-2